# Euprosopia vitrea
Euprosopia vitrea är en tvåvingeart som beskrevs av Mcalpine 1973. Euprosopia vitrea ingår i släktet Euprosopia och familjen bredmunsflugor. Inga underarter finns listade i Catalogue of Life.